# Крыховяк, Гжегож
Гже́гож Крыхо́вяк (пол. Grzegorz Krychowiak; род. 29 января 1990, Грыфице, Западно-Поморское воеводство) — польский футболист, опорный полузащитник.
Начинал свою карьеру в любительских клубах Польши, затем перебрался в команду «Арка». В 16-летнем возрасте был примечен скаутами «Бордо» и продолжил карьеру во Франции. С 2009 по 2012 уходил в аренду в «Реймс», помог клубу пройти путь из третьего дивизиона к высшей лиге. В 2014 году был куплен «Севильей», став одним из ведущих опорников команды. Летом 2016 года перешёл в ПСЖ за 34 млн евро. Спустя год, отправился в аренду в английский клуб «Вест Бромвич». Летом 2018 года был арендован московским «Локомотивом» с правом последующего выкупа.
С 2008 по 2023 год выступал в составе сборной Польши, сыграл 100 матчей, забил 5 мячей. Представлял сборную на чемпионатах Европы 2016 и 2020 годов и чемпионатах мира 2018 и 2022 годов.

## Биография
Гжегож Крыховяк родился 29 января 1990 года в польском курортном городе Грыфице и воспитывался в строгости в образованной и интеллигентной семье. В прошлом отец мальчика занимал ответственный пост в военном ведомстве, а после отставки работал страховым агентом и уделял внимание обучению детей.
Вскоре после появления братьев будущего спортсмена, которых назвали Томаш и Кшиштоф, глава семьи Эдвард вместе с женой Гражиной переехали на побережье Балтики и обосновались в местечке под названием Мжежино. Там Гжегож отправился учиться в общеобразовательное учреждение, а свободное время проводил на улице, общаясь с друзьями и играя в футбол. Кшиштоф, который к тому времени уже всерьёз посещал тренировки, повлиял на развитие дальнейшей биографии брата, и по его совету и рекомендации Крыховяк был зачислен в секцию «Ожел». Гжегож настолько полюбил игру, что родители хотели отвести его к психологу:

Мы думали разобраться: всё ли в порядке с нашим мальчиком? Он стал фанатиком футбола. Вечером надевал футбольную форму вместо пижамы и ложился в ней спать.— смеётся Эдвард Крыховяк
Занимаясь с другими членами любительских молодёжных клубов, подросток прислушивался к словам наставников, и во время одного из местных матчей его заметил скаут «Бордо» Анжей Шармах. В итоге начинающему футболисту поступило предложение о переезде во Францию.

### Личная жизнь
Он вырос в Мжежино. Он один из трёх детей Эдварда и Гражины Крыховяк. У него есть два брата, Кшиштоф и Томаш. Его двоюродная сестра по отцовской линии, Дорота Крыховяк (родилась в 1994 году), также играет в футбол.
В 2015 году он получил двухгодичную степень по организации спортивных клубов в университете Клода Бернара в Лионе. До этого он получил степень бакалавра с отличием во французской средней школе.
Он интересуется модой и фотографией. Его экстравагантные причёски вызывали фурор и комментировались СМИ.
В 2019 году он женился на французской модели Селии Жона, с которой был связан с 2011 года. Гжегож Криховяк разделяет страсть к путешествиям со своей женой, пара побывала на Мальдивах, в Южной Африке, Новой Зеландии, Австралии, Вьетнаме, Малайзии, Китае, Камбодже, Индии и Шри-Ланке, среди прочих, и имела возможность увидеть все места из списка «Семь новых чудес света». В 2020 году он перенёс COVID-19. Он трезвенник.
Помимо родного польского, он общается на иностранных языках: английском, французском, испанском и русском. В первые месяцы жизни в Москве Крыховяк ездил на матчи с блокнотом, в котором записывал новую лексику, полезную для изучения русского языка.
Крыховяк дружит с Войцехом Щенсным, с которым они знакомы ещё со времён выступлений в молодёжных сборных Польши. Их хорошие отношения и взаимное чувство юмора болельщики могли наблюдать, в частности, в видеороликах с тренировочных лагерей национальной команды. В 2018 году они приняли участие в социальной кампании Bądź kumplem, nie dokuczaj, организованной телеканалом Cartoon Network.

#### Реклама и бизнес
Он является основателем и совладельцем модной марки Balamonte, которая специализируется на пошиве элегантных костюмов, дизайн которых он разрабатывает сам. Бутики бренда расположены в Варшаве и Познани. В 2019 году он стал акционером и амбассадором стартапа Podioom. В 2020 году он основал бренд органических продуктов питания BioGol. В 2016 году он снялся в рекламной кампании часов Albert Riele (вместе с Селией Яунат). Он также появился в кампании Samsung Smart TV под названием «#coikiedychce» и «Мы все живём #dlaemocji», а также в кампании международного брокерского дома X-Trade Brokers или сайта Sport.pl под названием «Sport.pl — это твой прямой эфир». «Sport.pl — это ваш прямой эфир».

## Клубная карьера

### «Бордо»
Перед сезоном 2006/07 он был направлен в академию «Бордо», где, пройдя через юношеские ряды и тренируясь со второй командой, 29 ноября 2007 года подписал свой первый профессиональный контракт.

#### Аренда в «Реймс»
26 ноября 2009 года было объявлено, что Крыховяк перешёл в клуб из третьего дивизиона «Реймс» на правах аренды до конца сезона. 27 ноября он дебютировал за клуб в матче против «Бове» (3:0). Крыховяк быстро стал постоянным игроком основного состава и забил два гола, которые помогли клубу завоевать повышение в Лигу 2. В дебютном сезоне в составе «Реймса» провёл 19 матчей и забил 2 гола.
«Реймс» и «Бордо» договорились продлить аренду поляка ещё на один сезон. Забив с пенальти в победном матче против «Труа» в первом раунде Кубка французской лиги, он затем забил свой первый гол в сезоне в матче против «Ле Мана» (2:2). 5 ноября 2010 года против «Анже» (2:0) он был удалён за второе нарушение правил. Позже Крыховяк дважды подвергался дисквалификации в сезоне 2010/11. Несмотря на это, Крыховяк регулярно выходил на поле, когда клуб занял 10-е место в Лиге 2, и был признан болельщиками игроком года. Хотя поляк обычно играл на позиции оборонительного полузащитника, в редких случаях он также выходил на позиции центрального защитника. В конце сезона 2010/11 Крыховяк сыграл 40 матчей и забил два гола во всех турнирах.
После сезона 2010/11 он вернулся в «Бордо». 17 сентября 2011 года дебютировал в Лиге 1 в матче против «Тулузы» (2:3). 15 октября в качестве полузащитника оборонительного плана он провёл весь матч против «Ниццы». Его конкурентом за место в составе был тогдашний игрок сборной Франции Алу Диарра.

#### Аренда в «Нант»
Выйдя на замену в поединке против «Тулузы» и отыграв полный матч против «Ниццы» Гжегож отправился в очередную аренду, став игроком «Нанта». 25 ноября 2011 года он дебютировал за клуб в игре против «Монако». В какой-то момент Крыховяк играл на позиции центрального защитника в клубе. Несмотря на то, что в сезоне 2011/12 Крыховяк трижды был дисквалифицирован, он провёл 21 матч во всех соревнованиях.

### Возвращение в «Реймс»

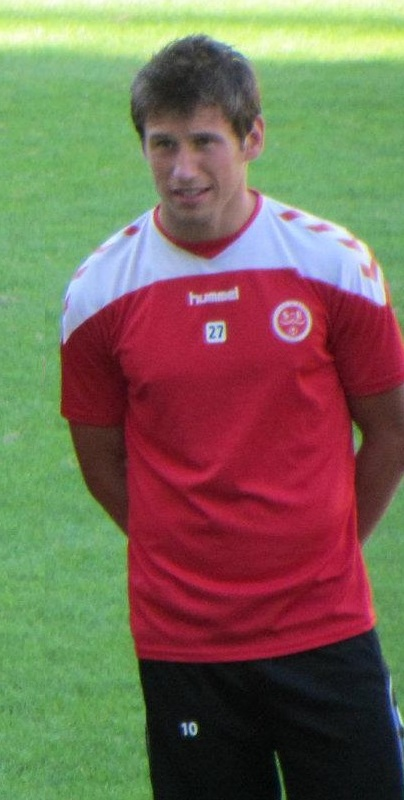
Крыховяк в составе «Реймса» (2012 год)

В июне 2012 года Крыховяк подписал трёхлетний контракт с «Реймсом», который недавно вышел в Лигу 1. По сообщениям, его переход обошёлся в 800 000 евро.
Крыховяк дебютировал за клуб в стартовом составе в матче против «Марселя» (1:0) в дебютной игре сезона. После перехода в «Реймс» на постоянной основе он быстро закрепился в основном составе, играя на позиции защитника в полузащите. 20 сентября 2012 года его игра в матче против «Нанси» вызвала сравнение со Златаном Ибрагимовичем после того, как он организовал один из двух голов клуба в игре, завершившейся победой 2:0. 26 января 2013 года Крыховяк забил свой первый гол за «Реймс» в матче с «Тулузой» (1:1). Позже он забил ещё три гола, все из которых были победными в матчах с «Пари Сен-Жермен», «Лионом» и «Лорьяном». Несмотря на то, что поляк пропустил три матча в сезоне 2012/13, он провёл 36 матчей и забил четырежды во всех турнирах.
Перед началом сезона 2013/14 Крыховяк был связан с уходом из «Реймса», но в итоге остался в клубе. В дебютной игре сезона он забил свой первый гол в сезоне, проиграв «Ренну» со счётом 1:2. С начала сезона поляк продолжил закрепляться в первой команде, играя на позиции полузащитника. 31 августа 2013 года он провёл свой 100-й матч за клуб в игре против «Нанта» (0:0), выйдя на замену на 56-й минуте. 26 октября 2013 года в матче против «Марселя» он забил победный гол, победив со счётом 3:2. Затем он забил свой второй гол в сезоне в матче против «Бастии» (4:2). Позже он забил ещё два гола. Несмотря на то, что в течение сезона Крыховяк выбывал из строя как минимум пять раз, он провёл 36 матчей и забил четыре раза во всех турнирах.

### «Севилья»

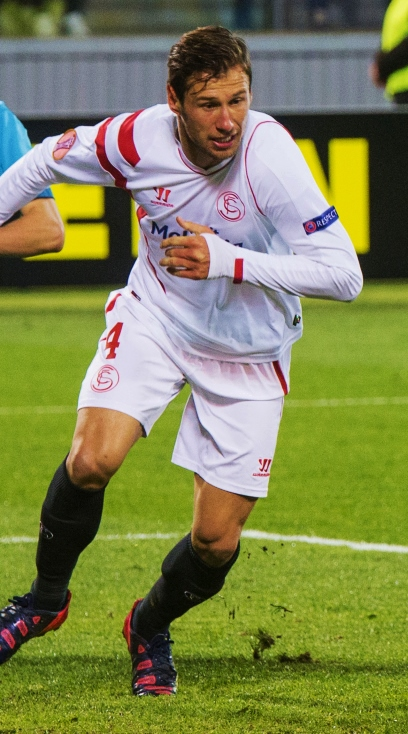
Крыховяк в составе «Севильи»

21 июля 2014 года он подписал четырёхлетний контракт с испанским клубом «Севилья». Сумма трансфера, по сообщениям СМИ, составила около 4,5 миллиона евро. 12 августа 2014 года он дебютировал в Суперкубке УЕФА на стадионе «Кардифф Сити», отыграв все 90 минут в матче с «Реалом» (0:2). Через 11 дней, 23 августа, Крыховяк дебютировал в чемпионате в матче с «Валенсией» (1:1). После дебюта за «Севилью» он быстро закрепился в основном составе, играя на позиции полузащитника. Его игра заслужила похвалу от Marca, назвавшей его лучшим подписанием клуба в этом сезоне. 18 сентября поляк забил свой первый гол за «севильцев» в матче группового этапа Лиги Европы против «Фейеноорда» (2:0). 8 февраля 2015 года в матче против «Хетафе» (1:2) он забил свой первый гол в чемпионате, сравняв счёт в матче 1:1. 2 мая в матче против мадридского «Реала» он столкнулся головой с Серхио Рамосом во время борьбы за верховой мяч, получив перелом носа, после чего следующие несколько игр он провёл в защитной маске.
27 мая 2015 года, победив днепропетровский «Днепр» со счётом 3:2, он выиграл с «Севильей» трофей Лиги Европы. В финале турнира, проходившем на «Национальном стадионе» в Варшаве, он отыграл 90 минут и на 28-й минуте матча забил гол, сравнявший счёт в матче 1:1. Крыховяк стал пятым польским игроком, выигравшим это турнир. В сезоне 2014/15 он провёл в общей сложности 48 матчей, забив 2 гола, и стал единственным игроком «красно-белых», попавшим в лучшую команду сезона Ла Лиги. Кроме того, он был включён в состав команд сезона испанской лиги по версии портала УЕФА, ежедневной газеты Marca и телеканала Sky Sports, а также в состав лучшей команды сезона Лиги Европы по версии УЕФА. После завоевания трофея он спел гимн «Севильи» «Эль Арребато», как и обещал ранее.

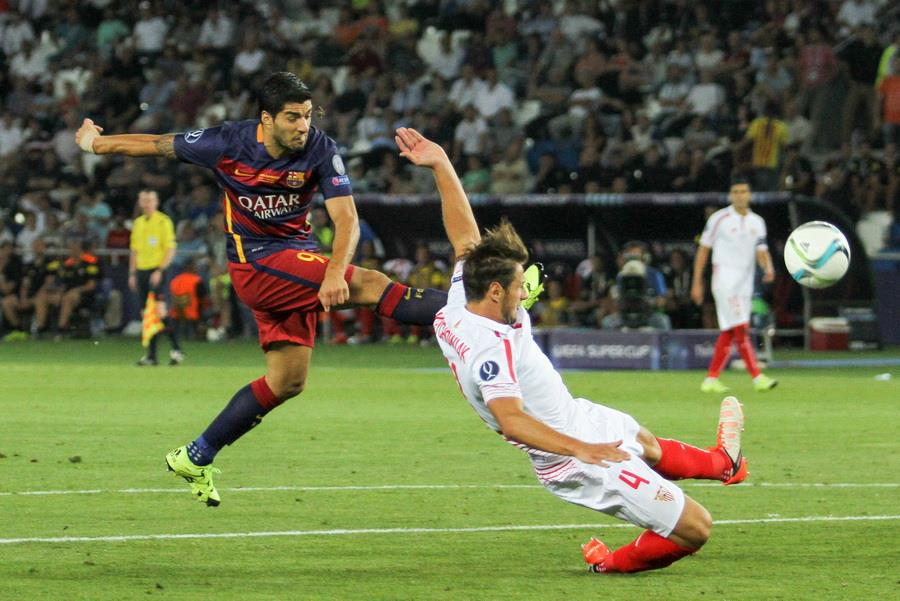
Крыховяк блокирует удар Луиса Суареса, 11 сентября 2015 года

Он начал сезон 2015/16, сыграв весь матч за Суперкубок УЕФА 2015 против «Барселоны», который был проигран со счётом 4:5 после дополнительного времени. По сообщениям СМИ, Крыховяк тогда сумел провести на поле 120 минут, несмотря на то, что играл с треснувшим ребром. В той встрече поляк играл на позиции центрального защитника, а в последующих матчах вернулся на свою номинальную позицию оборонительного полузащитника. В результате его хороших выступлений клуб начал с ним переговоры о продлении контракта. СМИ называли Крыховяка одним из самых ключевых игроков тренера Унаи Эмери.
15 сентября 2015 года в победном матче группового этапа между «Севильей» и мёнхенгладбахской «Боруссией» (3:0) он дебютировал в Лиге чемпионов, в которую «севильцы» вышли, выиграв предыдущий розыгрыш Лиги Европы. 5 ноября Крыховяк подписал новый контракт с клубом, действующий до конца 2019 года и увеличивающий его отступные с 30 млн до 45 млн евро. Вскоре после этого он стал капитаном клуба в ряде матчей до конца года. 8 ноября он впервые надел капитанскую повязку, когда вывел свою команду на матч чемпионата против мадридского «Реала», который проходил на стадионе «Рамон Санчес Писхуан». Матч закончился победой «Севильи» со счётом 3:2, а Крыховяк стал первым в истории поляком, выполнявшим роль капитана команды в чемпионате Испании.
6 января 2016 года в дерби с «Реал Бетис» он забил один из голов «Севильи», который помог его клубу выйти в четвертьфинал Кубка Испании. Затем Крыховяк провёл ещё три матча в лиге на постоянной основе — против «Атлетик Бильбао», «Леванте» и «Атлетико Мадрид» — после чего получил травму колена, которая вывела его из строя на два месяца. Он вернулся в строй 20 марта, сыграв весь матч против мадридского «Реала» (2:3) на «Сантьяго Бернабеу». Заняв 3-е место в группе D Лиги чемпионов, «Севилья» продолжила свои международные выступления уже в Лиге Европы. Гжегож Крыховяк принял участие во всех шести играх этого турнира и отметился результативными передачами в ответном четвертьфинальном матче против «Атлетик Бильбао» и полуфинальном матче против донецкого «Шахтёра», что помогло команде выйти в финал Лиги Европы в третьем сезоне подряд. 18 мая 2016 года в финале, проходившем на «Санкт-Якоб Парк» в Базеле, его команда победила «Ливерпуль» со счётом 3:1, и поляк провёл весь матч, чтобы во второй раз подряд завоевать европейский трофей.
В составе «Севильи» он провёл в общей сложности 90 матчей, в которых забил 5 голов и записал на свой счёт 6 результативных передач. Болельщики клуба ценили его за мастерство на поле, а также за то, что он отождествлял себя с ценностями клуба. Испанские СМИ дали ему прозвище «La Máquina» (с исп. — «машина»). 12 мая 2016 года он был признан болельщиками «Севильи» лучшим одиннадцатым десятилетия андалузского клуба.

### «Пари Сен-Жермен»
3 июля 2016 года он подписал пятилетний контракт с «Пари Сен-Жермен». Трансфер полузащитника обошёлся французскому клубу примерно в 30 миллионов евро, и на тот момент он стал самым дорогим польским игроком в истории. 9 сентября после двухматчевой дисквалификации он дебютировал за клуб, выйдя на замену во втором тайме матча с «Сент-Этьеном» (1:1). Через четыре дня, 13 сентября, он вышел в стартовом составе парижской команды на матч 1-го тура группового этапа Лиги чемпионов против лондонского «Арсенала» и отыграл 79 минут игры, которая завершилась вничью 1:1. Однако в итоге поляк не смог пробиться в стартовый состав «Пари Сен-Жермен», проиграв конкуренцию на своей позиции Блезу Матюиди, Тьягу Мотте и Адриану Рабьо. На протяжении всего сезона Крыховяк оказывался на скамейке запасных и начал только шесть матчей к концу первой половины сезона. Это заставило главного тренера Унаи Эмери прокомментировать статус поляка в первой команде в двух отдельных заявлениях, сказав: «Я хорошо его знаю, он может сделать больше на поле, но Крыховяк и Адриан Рабьо готовы и будут важны на протяжении всего сезона. На данный момент я думаю, что трое, о которых вы упомянули, являются лучшими для команды. Крыховяк — опытный игрок. Все они важны».
Я в непростой ситуации, но в ней бывали многие хорошие игроки. Это хорошее испытание для меня, я должен справиться с ним, и буду работать. Об уходе из клуба не думаю.
Однако ко второй половине сезона возможности Крыховяка в первой команде клуба стали ещё более ограниченными из-за постоянной конкуренции на позиции полузащитника и его собственной травмы. Французские СМИ искали причины недомогания поляка, находя их, например, в якобы плохом контакте полузащитника с остальными игроками раздевалки. Le Parisien также сообщил об конфликте между Крыховяком и Преснелом Кимпембе во время одной из тренировок. Во второй половине сезона Крыховяк трижды сыграл за «парижан», включая историческое поражение от «Барселоны» со счётом 1:6, которое выбило клуб из турнира. К концу сезона 2016/17 он принял участие в 19 матчах, выиграв с клубом Кубок Франции и Кубок французской лиги.
После этого Крыховяк был назван «неудачником сезона» по версии Le Figaro. После ухода из клуба игрок сообщил, что чувствовал себя обманутым тренером Эмери в плане регулярной игры и своего положения в команде, он также заявил, что в клубе к нему не относились с должным уважением.

#### Аренда в «Вест Бромвич Альбион»
30 августа 2017 года было объявлено, что Крыховяк перешёл в клуб Премьер-лиги «Вест Бромвич Альбион» на правах аренды на сезон. 14 октября, находясь в аренде, поляк заявил СМИ, что чувствует себя обманутым тренером «Пари Сен-Жермен» Унаи Эмери, заявив: «Я много раз общался с Эмери по поводу того, что не играю, но каждый раз, когда я обсуждал с ним эту ситуацию, у меня появлялось чувство, что меня обманывают. […] Тренер очень хорошо знал меня. Мы два года работали вместе в „Севилье“, и это он позвал меня в парижский клуб».
9 сентября 2017 года Криховяк дебютировал за клуб в матче против «Брайтон энд Хоув Альбион» (3:1). Три недели спустя, 30 сентября в матче против «Уотфорда», он забил первый гол «Вест Бромвич» в матче, сыграв вничью 2:2. После перехода в клуб поляк стал постоянным игроком основного состава, играя на позиции полузащитника. К ноябрю он оказался на скамейке запасных, а Джейк Ливермор и Сэм Филд предпочитали играть впереди него. Это привело к появлению сообщений о будущем Крыховяка в клубе, но новый главный тренер Алан Пардью хотел сохранить его. По ходу сезона он чередовал скамейку запасных и место в стартовом составе. 10 марта 2018 года игрок попал в спорную ситуацию, когда отказался пожать руку Пардью после замены на 59-й минуте во время матча против «Лестер Сити» (1:4). После матча Крыховяк подвергся критике со стороны тренера за свои действия и в результате был оштрафован. В результате он был переведён на скамейку запасных до увольнения Пардью. После назначения Даррена Мура Крыховяк сыграл в оставшихся матчах сезона, так как клуб выбыл в Чемпионшип. В конце сезона 2017/18 Крыховяк провёл 31 матч во всех турнирах. После этого он вернулся в «Пари Сен-Жермен».

#### Аренда в «Локомотив» (Москва)

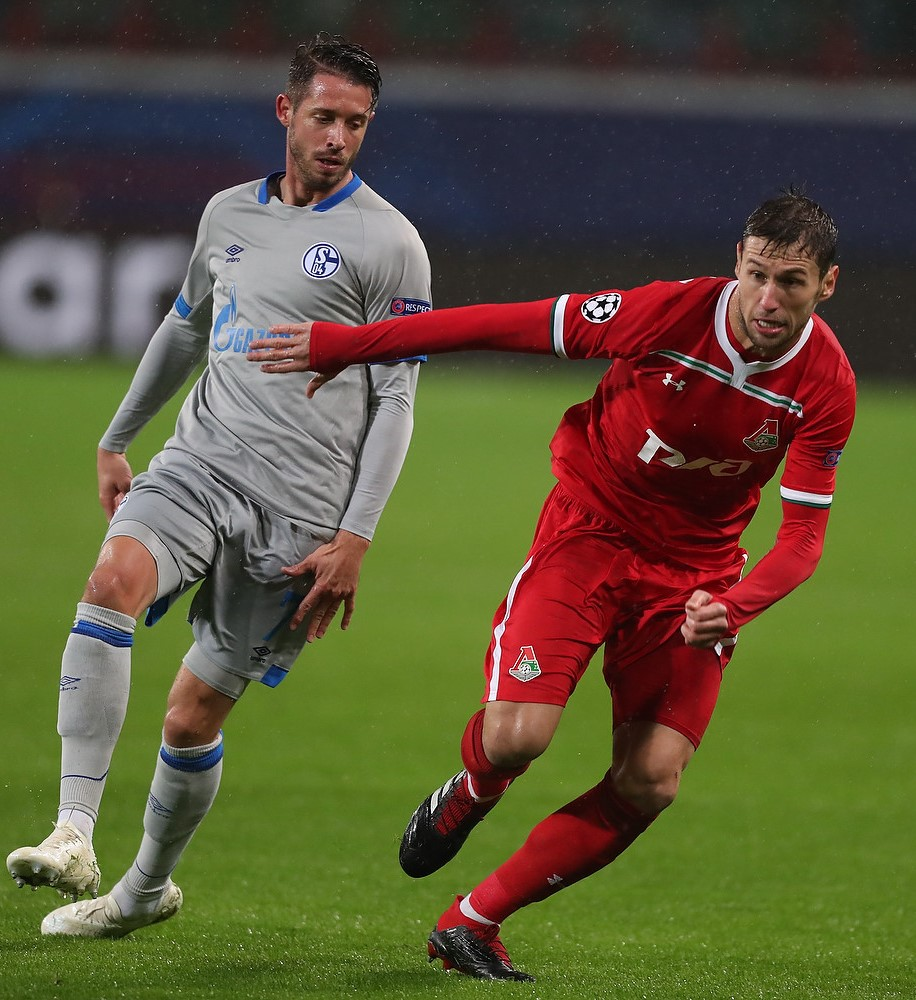
Крыховяк (справа) в защите Марка Ута в матче против «Шальке 04», 3 октября 2018 года

24 июля 2018 года московский клуб «Локомотив» объявил о подписании Крыховяка на правах аренды на сезон с обязательством выкупа за 10 миллионов евро.
Дебютировал 4 августа 2018 года в матче чемпионата России против московского «Спартака». Через две недели, 19 августа, Крыховяк забил свой первый гол за «железнодорожников» в матче против самарских «Крыльев Советов» (1:0). Этот гол стал первым для «Локомотива» в сезоне. За этим последовали три голевые передачи в следующих трёх матчах. 14 сентября 2018 года он был удалён за второе нарушение в матче с московским «Динамо». За свои выступления Крыховяк был назван лучшим игроком «Локомотива» в августе, а затем в ноябре. Он впервые в своей карьере стал капитаном «Локомотива» в матче против красноярского «Енисея» в 1/8 финала Кубка России, но получил прямую красную карточку на 71-й минуте, после чего клуб выиграл со счётом 4:1 и вышел в следующий раунд. После перехода в московский клуб поляк закрепился в основном составе, играя на разных позициях полузащиты, а также в ротации на позиции центрального защитника. 10 мая 2019 года Крыховяк забил свой второй гол в сезоне в ворота казанского «Рубина» (4:0). Затем он вышел на позиции центрального защитника в финале Кубка России против екатеринбургского «Урала» и помог клубу выиграть турнир со счётом 1:0. После этого Крыховяк заявил, что сезон был успешным, помог «железнодорожникам» занять 2-е место в чемпионате и выиграть Кубок России.
В сезоне 2018/19 он провёл 39 матчей и забил два гола во всех турнирах.

### «Локомотив» (Москва)

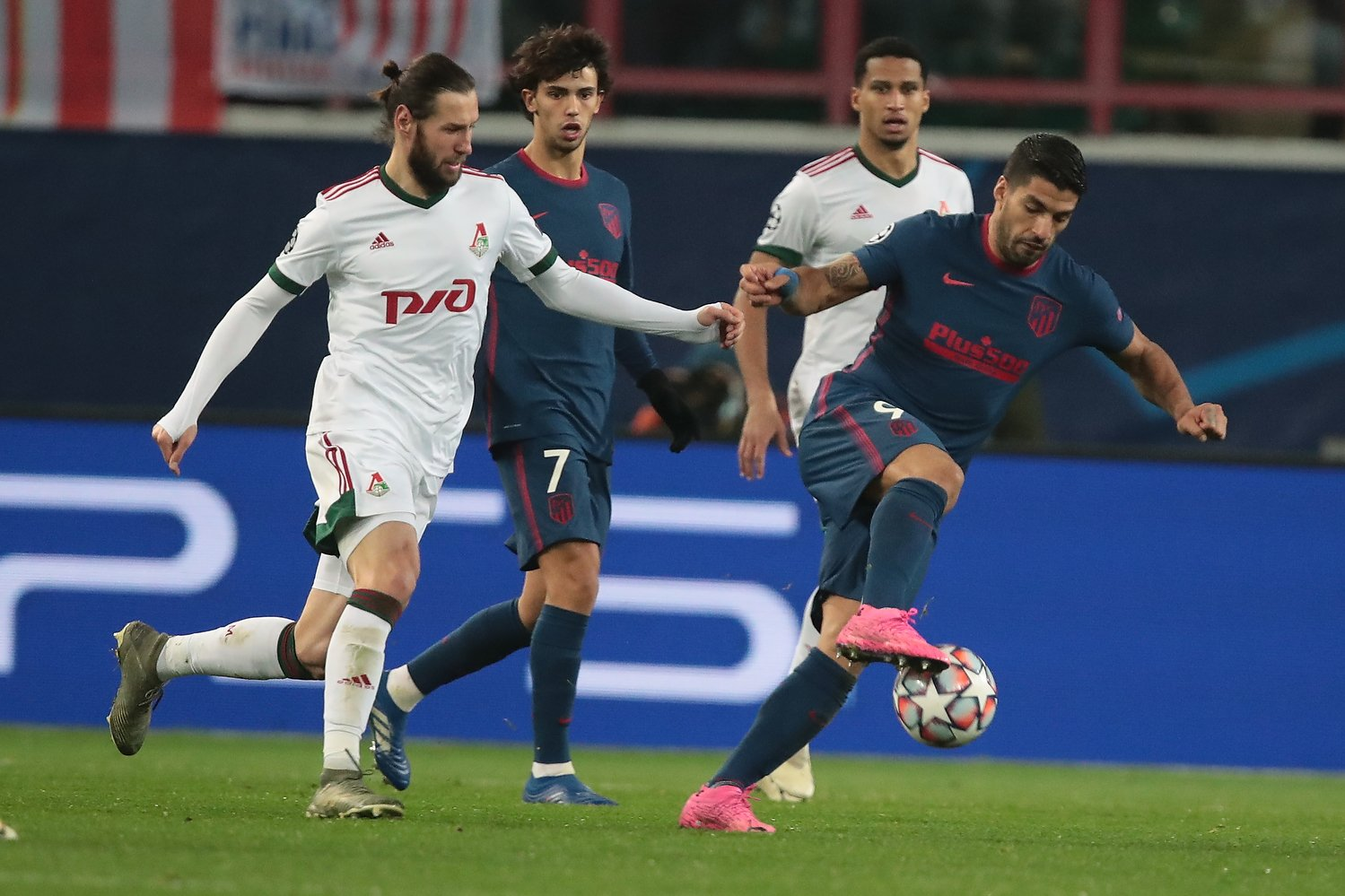
Крыховяк (слева) и Луис Суарес во время матча Лиги чемпионов, 2020 год

3 июля 2019 года «Локомотив» выкупил Крыховяка у «Пари Сен-Жермен» и заключил контракт на три года. Сумма трансфера, по версии СМИ, составила около 12 миллионов евро.По словам же Ильи Геркуса, бывшего тогда президентом клуба, сумма трансфера полузащитника составила 10 миллионов евро, о чём он неоднократно утверждал в разных изданиях.
Его первая игра в новом сезоне состоялась 6 июля 2019 года против «Зенита» в Суперкубке России, когда он забил второй гол «Локомотива» в матче, а игра завершилась победой «Локомотива» (3:2). 3 августа в гостевом матче 4-го тура против «Крылья Советов» Крыховяк забил гол на последней добавленной 94-й минуте, который принёс победу команде (2:1). По итогам первых трёх месяцев сезона поляк был признан лучшим игроком месяца в клубе. 18 сентября в гостевом матче 1-го тура группового этапа Лиги чемпионов с «Байером 04» (1:2), открыл счёт на 16-й минуте. 27 октября пропустив два матча из-за дисквалификации и травмы, Крыховяк вернулся в состав первой команды в матче против московского «Спартака» (0:3). Две недели спустя, 10 ноября, в матче против «Краснодара», Крыховяк получил травму, из-за которой был заменён в перерыве. После матча стало известно, что он получил сотрясение мозга, но быстро восстановился. В следующем матче он дважды забил в ворота «Тамбова» (3:2). В ноябре 2019 года он вновь был признан футболистом месяца. После этого он оставался в основной команде, пока сезон не был приостановлен из-за пандемии COVID-19. В последнем матче чемпионата перед приостановкой он забил свой 10-й гол в сезоне в матче против «Ростова» (3:1). После этого поляк был признан лучшим игроком клуба в марте. Он оставался неотъемлемой частью команды после возобновления сезона за закрытыми дверями и сыграл ещё шесть матчей, что помогло «Локомотиву» квалифицироваться в Лигу чемпионов на следующий сезон. В сезоне 2019/20 он стал ключевым футболистом «железнодорожников», сыграв 33 матча, в которых впервые в своей профессиональной карьере забил 10 голов — 9 в чемпионате и один в Лиге чемпионов — и записал на свой счёт 5 результативных передач, чем помог команде занять 2-е место в таблице чемпионата России. По результатам сезона объединение болельщиков «Локомотива» United South признало Гжегожа Крыховяка лучшим игроком сезона.

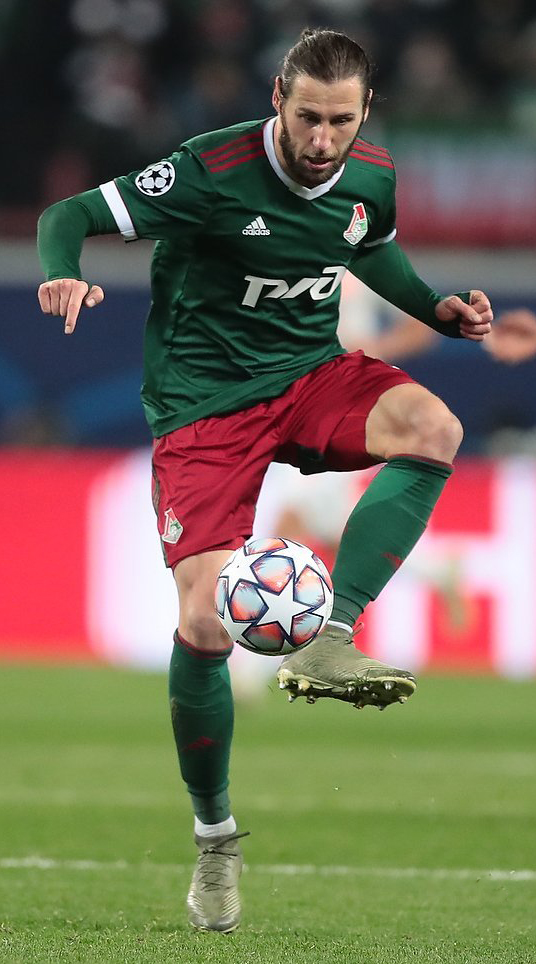
Крыховяк в матче против мюнхенской «Баварии», 27 октября 2020 года

Следующий сезон он начал с поединка за Суперкубок России 2020 года, в котором его команде пришлось признать превосходство питерского «Зенита» (1:2), затем был ключевым игроком команды в матчах чемпионата, и снова появился в составе российского клуба на групповом этапе Лиги чемпионов, где «Локомотив» играл, в частности, с мюнхенской «Баварией» и мадридским «Атлетико». 17 октября 2020 года он забил победный гол в матче 11-го тура против «Уфы» (1:0) и был признан игроком матча. 21 февраля 2021 года он забил гол с пенальти, установив окончательный счёт кубкового матча против «Тамбова» (3:0). 27 февраля ударом издалека он забил впечатляющий гол в московском дерби против ЦСКА, который принёс его команде победу со счётом 2:0. В апреле 2021 года он был признан лучшим игроком месяца по версии РПЛ, забив 4 гола и отдав 1 ассист в 4 матчах. 12 мая 2021 года, обыграв в финале самарские «Крылья Советов» со счётом 3:1, он выиграл с клубом второй в своей карьере Кубок России. Сезон 2021/2022 он начал с матча за Суперкубок России против питерского «Зенита» (0:3). 24 июля 2021 года он сделал ассист в матче 1-го тура Премьер-лиги против тульского «Арсенала» (3:1). В том сезоне он провёл 35 матчей во всех турнирах, забив 11 голов и отдав 4 голевые передачи, тем самым улучшив свой индивидуальный бомбардирский рекорд предыдущего сезона и завоевав с командой Кубок России. В конце сезона он вошёл в список лучших 33 футболистов сезона Премьер-Лиги.
В составе московского «Локомотива» он провёл 109 матчей во всех турнирах, в которых забил 23 гола и отдал 15 результативных передач.

### «Краснодар»
В 2021 году в спортивной вертикали московского «Локомотива» произошли изменения, и российские СМИ сообщили, что несколько ключевых игроков могут быть выставлены на трансферный рынок. В конце июля того же года «Краснодар» объявил о переходе Крыховяка. 7 августа он дебютировал за свою новую команду в матче 3-го тура против питерского «Зенита» (2:3).
В своём втором выступлении за «Краснодар», в матче 4-го тура против тульского «Арсенала», который закончился победой «быков» со счётом 3:2, поляк появился с капитанской повязкой. Главный тренер Виктор Гончаренко прокомментировал своё решение, сказав, что «некоторые футболисты прирождённо являются капитанами, и Крыховяк — один из них».
Покинул Россию в связи с событиями на Украине.

#### Аренда в «АЕК»
В марте 2022 года перешёл в греческий АЕК на правах аренды. 18 мая того же года покинул клуб.

#### «Аш-Шабаб»
В июле 2022 года подписал контракт с клубом «Аш-Шабаб», выступающим в Саудовской Премьер-лиге.

### «Абха»
30 июля 2023 года было объявлено, что Крыховяк подписал однолетний контракт с клубом «Абха».

## Карьера в сборной

### Молодёжные сборные
Крыховяк представлял сборную до 20 лет на чемпионате мира 2007 года и забил единственный гол в матче против сборной Бразилии со штрафного удара. Он был самым молодым игроком на поле в составе сборной Польши. Он принял участие в трёх матчах турнира и дошёл со сборной до 1/8 финала, где его команда проиграла 1:3 Аргентине. В общей сложности он провёл 7 матчей за сборную до 20 лет, в которых забил 1 гол.
В мае 2009 года был впервые вызван в сборную до 21 года. 5 июня того же года в матче против Швеции он дебютировал за молодёжную сборную Польши под руководством Стефана Маевского. Матч закончился поражением его команды со счётом 1:2, а Крыховяк играл в центре обороны. Два года спустя был снова вызван в сборную до 21 года. 2 сентября 2011 года он впервые вышел в основном составе в матче против сборной Албании (3:0). Затем он стал капитаном национальной команды в матче против сборной России (2:0). 11 октября 2011 года в матче против Албании (4:3) он забил свой первый гол за команду, успешно реализовав пенальти. 1 июня 2012 года он дважды забил в ворота соперников в отборочном матче против сборной Молдовы, который закончился победой Польши со счётом 4:2. В дальнейшем он 11 раз выходил на поле и трижды забивал за сборную.

### Основная сборная

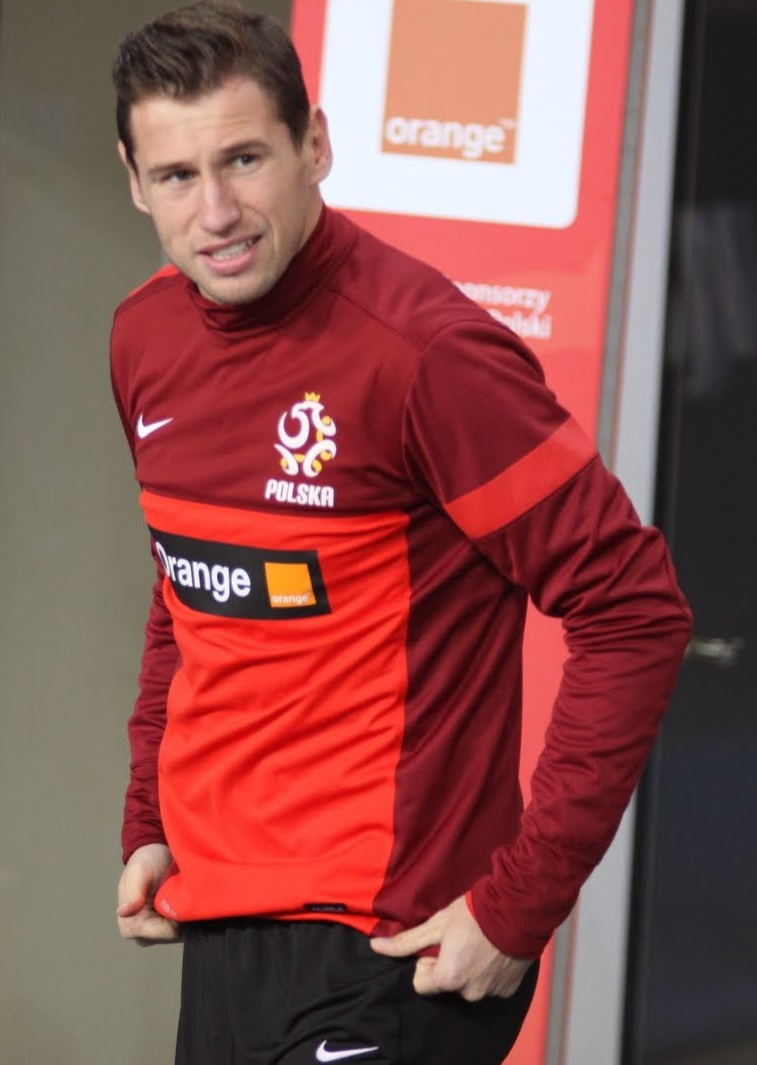
Крыховяк перед одной из тренировок сборной Польши в 2013 году

В декабре 2008 года главный тренер Лео Бенхаккер впервые вызвал его в национальную сборной Польши. 14 декабря того же года он дебютировал, заменив Антония Лукасевича на 56-й минуте товарищеского матча против сборной Сербии. Поскольку эта игра не была назначена на официальную дату ФИФА, команды в основном состояли из игроков внутренних чемпионатов, а также нескольких запасных игроков; тем не менее, она была засчитана как официальный матч. В 2009 году он получил ещё один вызов в сборную, но провёл весь товарищеский матч против сборной Греции на скамейке запасных. В 2011 году он был вызван Францишеком Смудой в национальную сборную и сыграл в товарищеском матче против сборной Норвегии, в котором на 88-й минуте заменил Рафала Муравски.
Он вернулся в национальную команду через полтора года, когда в августе 2012 года Вальдемар Форналик вызвал его на тренировочный сбор перед сентябрьскими отборочными матчами чемпионата мира. 11 сентября он сыграл 15 минут в матче против сборной Молдовы (2:0). 12 октября он вышел в основном составе и сыграл 65 минут в товарищеском матче против ЮАР (2:0) и с этого момента стал основным игроком сборной Польши. 17 октября в качестве опорного полузащитника он отыграл 90 минут в отборочном матче чемпионата мира 2014 года против сборной Англии, который закончился вничью 1:1 на «Национальном стадионе» в Варшаве.
30 октября 2013 года он был включён в первый список вызова нового главного тренера Адама Навалки. 15 ноября он вышел в стартовом составе национальной команды в первом матче этого специалиста, против сборной Словакии (0:2). Крыховяк продолжал выступать в составе команды, играя на позиции защитника в полузащите в попытке квалифицироваться на Евро-2016 во Франции. 14 ноября 2014 года он забил первый гол за сборную в отборочном матче Евро-2016 против Грузии (4:0). Свой второй гол он забил в заключительном отборочном матче Польши против сборной Ирландии, победив со счётом 2:1, что позволило Польше квалифицироваться в финальный турнир.
В мае 2016 года Крыховяк был вызван в сборную для участия в предварительном отборе на Евро-2016, а затем попал в число 23 человек, которые будут включены в состав сборной перед турниром. В стартовом матче Польши против сборной Северной Ирландии он был признан лучшим игроком матча после первой в истории страны победы на чемпионате Европы. Крыховяк сыграл в следующих двух матчах против сборных Германии и Украины, заработав в общей сложности 4 очка, которые помогли Польше квалифицироваться в плей-офф. 25 июня 2016 года в матче 1/8 финала против сборной Швейцарии (5:4) он реализовал одиннадцатый решающий удар в серии пенальти. На турнире, будучи одним из лидеров команды, он выходил на поле во всех пяти матчах и дошёл со сборной до четвертьфинала, где команда выбыла после поражения в серии пенальти от сборной Португалии (3:5), показав свой лучший результат на чемпионате Европы. После этого он попал в состав символической сборной турнира по версии EFE. Он также был номинирован на звание спортсмена года в опросе Sports Review.

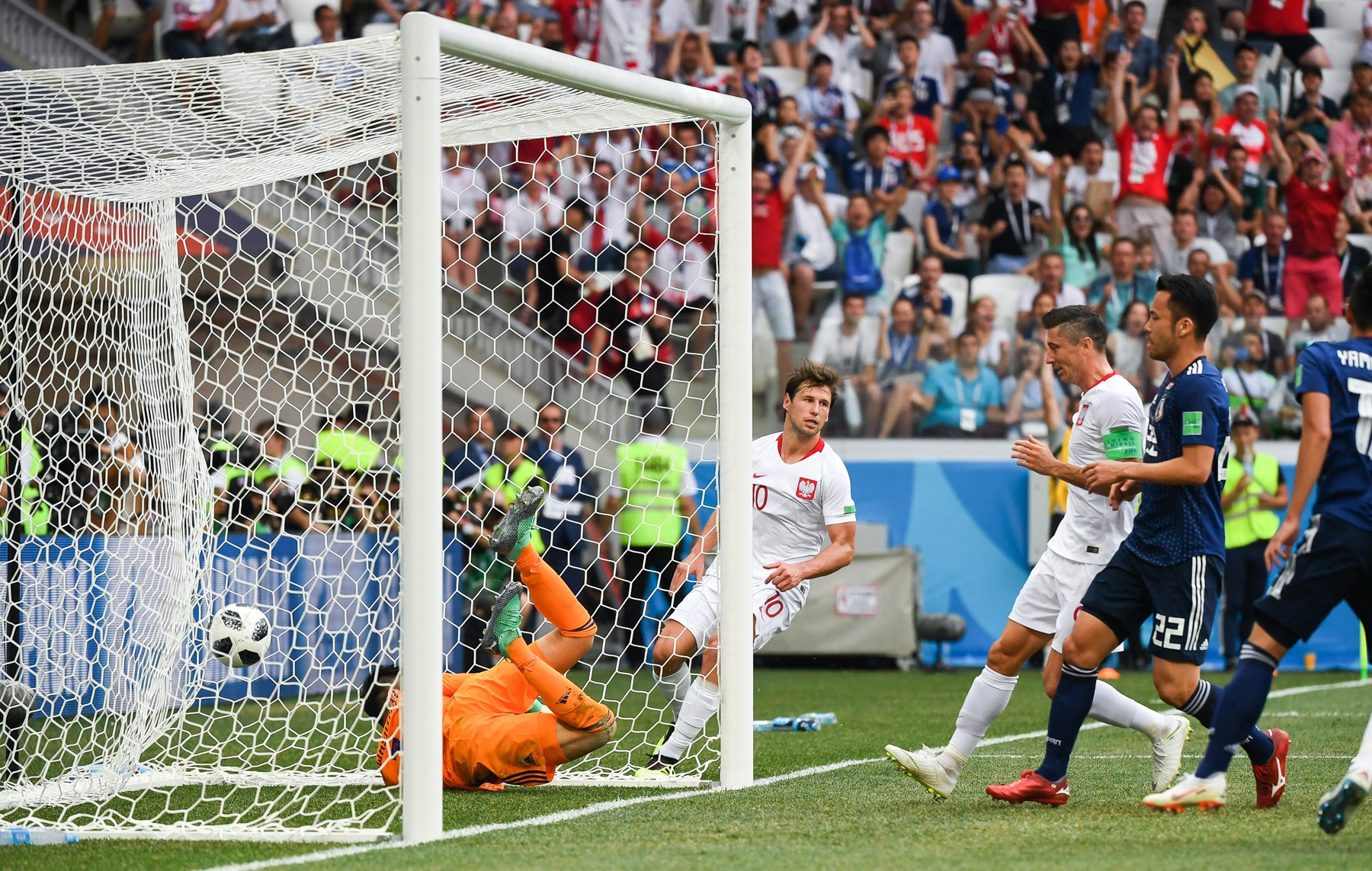
Гжегож Крыховяк во время матча с Японией на чемпионате мира 2018 года

После окончания Евро-2016 Крыховяк помог Польше набрать 10 очков в квалификации чемпионата мира по футболу — группе E (УЕФА). 14 ноября 2016 года он впервые стал капитаном сборной Польши, сыграв 45 минут до замены в матче против Словении (1:1). Позже он помог сборной квалифицироваться на чемпионат мира 2018 года. В мае 2018 года он был включён в предварительный состав сборной Польши из 35 человек на турнир в России, а затем попал в число 23 человек. В матче ЧМ-2018 против сборной Сенегала Крыховяк стал причиной гола М’Бай Ньянга, благодаря которому африканцы повели 2:0. После этой ошибки он сам забил гол, но Польша все равно проиграла со счётом 1:2. В общей сложности он принял участие во всех трёх матчах сборной на чемпионате, а его команда выбыла из турнира после группового этапа после поражений от Сенегала, Колумбии (0:3) и победы над Японией (1:0).
После окончания чемпионата мира Крыховяк сыграл в трёх из четырёх матчей Лиги наций, в которых сборная Польши заняла 3-е место в группе 3. Затем он начал все отборочные матчи Евро-2020, чтобы помочь Польше квалифицироваться на Евро-2020.

## Статистика
По состоянию на 24 июля 2021 года
| Выступление          | Выступление      | Выступление      | Лига | Лига | Кубки | Кубки | Еврокубки | Еврокубки | Итого | Итого |
| Клуб                 | Лига             | Сезон            | Игры | Голы | Игры  | Голы  | Игры      | Голы      | Игры  | Голы  |
| -------------------- | ---------------- | ---------------- | ---- | ---- | ----- | ----- | --------- | --------- | ----- | ----- |
| Реймс                | Лига 2           | 2010/11          | 35   | 2    | 5     | 0     | 0         | 0         | 40    | 2     |
| Реймс                | Итого            | Итого            | 35   | 2    | 5     | 0     | 0         | 0         | 40    | 2     |
| Бордо                | Лига 1           | 2011/12          | 2    | 0    | 0     | 0     | 0         | 0         | 2     | 0     |
| Бордо                | Итого            | Итого            | 2    | 0    | 0     | 0     | 0         | 0         | 2     | 0     |
| Нант                 | Лига 2           | 2011/12          | 21   | 0    | 0     | 0     | 0         | 0         | 21    | 0     |
| Нант                 | Итого            | Итого            | 21   | 0    | 0     | 0     | 0         | 0         | 21    | 0     |
| Реймс                | Лига 1           | 2012/13          | 35   | 4    | 1     | 0     | 0         | 0         | 36    | 4     |
| Реймс                | Лига 1           | 2013/14          | 35   | 4    | 1     | 0     | 0         | 0         | 36    | 4     |
| Реймс                | Итого            | Итого            | 70   | 8    | 2     | 0     | 0         | 0         | 72    | 8     |
| Севилья              | Примера          | 2014/15          | 32   | 2    | 3     | 0     | 13        | 2         | 48    | 4     |
| Севилья              | Примера          | 2015/16          | 26   | 0    | 4     | 1     | 12        | 0         | 42    | 1     |
| Севилья              | Итого            | Итого            | 58   | 2    | 7     | 1     | 25        | 2         | 90    | 5     |
| Пари Сен-Жермен      | Лига 1           | 2016/17          | 11   | 0    | 2     | 0     | 6         | 0         | 19    | 0     |
| Пари Сен-Жермен      | Итого            | Итого            | 11   | 0    | 2     | 0     | 6         | 0         | 19    | 0     |
| Вест Бромвич Альбион | Премьер-лига     | 2017/18          | 27   | 0    | 4     | 0     | 0         | 0         | 31    | 0     |
| Вест Бромвич Альбион | Итого            | Итого            | 27   | 0    | 4     | 0     | 0         | 0         | 31    | 0     |
| Локомотив            | Премьер-лига     | 2018/19          | 27   | 2    | 6     | 0     | 6         | 0         | 39    | 2     |
| Локомотив            | Премьер-лига     | 2019/20          | 26   | 9    | 1     | 0     | 6         | 1         | 33    | 10    |
| Локомотив            | Премьер-лига     | 2020/21          | 26   | 9    | 5     | 2     | 4         | 0         | 35    | 11    |
| Локомотив            | Премьер-лига     | 2021/22          | 1    | 0    | 1     | 0     | 0         | 0         | 2     | 0     |
| Локомотив            | Итого            | Итого            | 80   | 20   | 13    | 2     | 16        | 1         | 109   | 23    |
| Краснодар            | Премьер-лига     | 2021/22          | 0    | 0    | 0     | 0     | 0         | 0         | 0     | 0     |
| Краснодар            | Итого            | Итого            | 0    | 0    | 0     | 0     | 0         | 0         | 0     | 0     |
| Всего за карьеру     | Всего за карьеру | Всего за карьеру | 304  | 32   | 33    | 3     | 47        | 3         | 384   | 38    |

## Достижения

### Командные
«Севилья»
- Победитель Лиги Европы: 2014/15, 2015/16

 «Пари Сен-Жермен»
- Обладатель Кубка французской лиги: 2016/17
- Обладатель Кубка Франции: 2016/17

 «Локомотив» (Москва)
- Обладатель Кубка России: 2018/19, 2020/21
- Обладатель Суперкубка России: 2019

### Личные
- В списках 33 лучших футболистов чемпионата России (3): № 1 — 2018/19, 2019/20, 2020/21
- Обладатель приза «Стальной рельс»: 2019/20